# Bellifreschi
Bellifreschi è un film italiano del 1987, scritto e diretto da Enrico Oldoini.
Il film è ispirato al capolavoro A qualcuno piace caldo; molti sono infatti i riferimenti della trama alla commedia americana con Marilyn Monroe,Tony Curtis e Jack Lemmon. Tra l'altro, proprio questo film viene visionato in videocassetta dai due protagonisti nella villa del miliardario Santamaria. Per girare Bellifreschi, Lino Banfi rinunciò ad essere presente in Scuola di ladri - Parte seconda.

## Trama
Tom e Jerry sono i nomi d'arte di due sfortunati cantanti italiani di jazz che sognano la gloria nel mondo dello spettacolo, ma non riescono a trovare un ingaggio. Sbarcano negli Stati Uniti, per contattare un famoso attore americano, che a Roma aveva firmato davanti a loro un tovagliolo, spacciandolo per un valido contratto d'ingaggio. Per far rispettare il contratto, i due si intrufolano nella villa dell'attore, ma si ritrovano per le mani un mitra. Per sbaglio premono il grilletto, ferendolo gravemente e diventando quindi delinquenti ricercati in tutti gli USA.
A questo punto per Tom e Jerry l'unico modo per scampare alle autorità è travestirsi da donne; dopo mille peripezie (tra cui una finta tresca amorosa tra Tom e Frank Santamaria), finiscono per costituirsi e vengono arrestati.
Portati nella villa dell'attore per ricostruire i fatti, viene consegnato loro un mitra di prova per mostrare gli avvenimenti che diedero inizio alle loro peripezie. Ma accidentalmente, premono di nuovo il grilletto, uccidendo tutte le trecento persone presenti, compresi il procuratore responsabile dell'inchiesta e tutti i poliziotti.
I due sono costretti a scappare ancora e dopo dieci anni si rincontrano in Messico, con nuove identità e una nuova vita. In particolare, Tom vive da ricco, avendo ereditato tutte le proprietà di un anziano miliardario che aveva sposato, fingendosi donna, sebbene possegga quattro figli avuti da una giovane e bella ragazza americana.

## Colonna sonora
Nel film sono presenti queste canzoni:
- Mario Massa - Torna a Surriento, cantata da Tom e Jerry in auto
- Giuseppe Verdi - Libiamo ne' lieti calici da La traviata, cantata da Tom e Jerry per tre volte (di cui due nel Ristorante La traviata)
- Cesare Andrea Bixio - Mamma cantata due volte da Jerry nel Ristorante La traviata
- Gene Vincent - Be-Bop-A-Lula cantata da Jerry nel Ristorante La traviata
- Gloria Christian - Cerasella dal film Cerasella, cantata da Jerry nel Ristorante La traviata
- Duke Ellington - It Don't Mean a Thing (If It Ain't Got That Swing) cantata due volte all'inizio e alla fine del film da Tom e Jerry vestiti rispettivamente come Louis Armstrong ed Ella Fitzgerald

## Produzione
Il film è stato girato a Roma in una villa dell'Olgiata già location di numerosi film, a Villa Colli di Grottaferrata (RM), a Pomezia (RM) e per alcune scene negli Stati Uniti.